# Roms du Kosovo

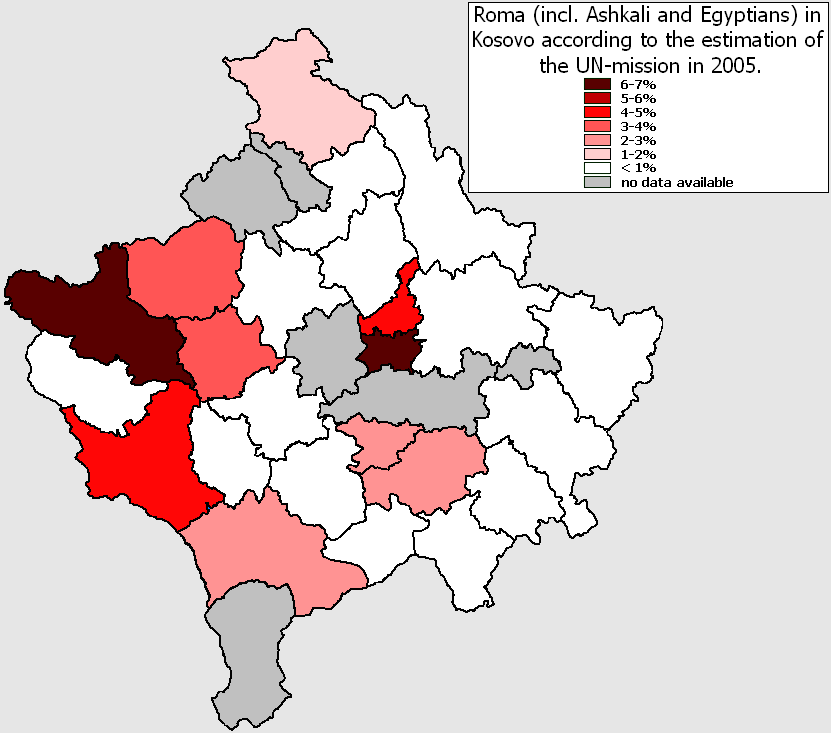
Proportions de Roms au Kosovo par région en 2009

Les Roms sont un groupe ethnique du Kosovo. D'après le recensement de 2011, ils représentent environ 2 % de la population. Ils sont divisés en trois groupes : les Roms, les Ashkalis et les « Égyptiens ».